# Troisième Mythographe du Vatican
Pour les articles homonymes, voir Premier Mythographe du Vatican et Second Mythographe du Vatican.
Le Troisième Mythographe du Vatican  est l'auteur d'un manuel médiéval sur les mythologies grecque et romaine. Il fait partie de la série des trois « Mythographes du Vatican » (en latin, Mythographi Vaticani), qui tirent leur nom du fait que leurs textes ont été découverts dans un manuscrit conservé à la Bibliothèque vaticane, Vatican Reg. lat. 1401 et publiés pour la première fois par le cardinal Angelo Mai, bibliothécaire du Vatican, en 1831.
Le texte du Troisième Mythographe est connu aussi par une quarantaine d'autres manuscrits. L'auteur pourrait être un certain Albéric de Londres (Albericus Londiniensis). Pour l'auteur, les mythes sont des allégories, il cherche à les expliquer en faisant appel à la morale, à la métaphysique, aux sciences naturelles. Cette œuvre semble avoir eu un grand succès, qui explique le nombre de copies qui ont subsisté.
L'auteur fait des emprunts importants à Servius, à Fulgence le Mythographe, à Macrobe, au Commentum in Martianum Capellam de Remi d'Auxerre.
L'œuvre est divisée en quinze chapitres d'importance inégale ; chacun des douze premiers est consacré à un dieu, le treizième et le quatorzième aux demi-dieux Hercule et Persée et le quinzième aux douze signes du zodiaque ; mais le prooemium qui précède l'ensemble explique qu'il ne s'agit que de différents aspects d'un dieu unique.